# Přírodní park Suchý vrch – Buková hora
Přírodní park Suchý vrch – Buková hora je přírodní park, který byl zřízen roku 1987 ještě jako stejnojmenná Oblast klidu, jejíž status byl později v důsledku přijetí zákona o ochraně přírody změněn na Přírodní park.

## Geografie
Z geomorfologického hlediska se území přírodního parku nalézá v jižní části Orlických hor v jejich podcelku Bukovohorská hornatina. Jeho území zahrnuje jejich celý okrsek Orličský hřbet a přiléhající část okrsku Výprachtická vrchovina. Z geografického hlediska hranice parku sleduje přibližně linii obcí Mladkov – Těchonín – Jamné nad Orlicí - Orličky – Čenkovice – Výprachtice – Valteřice a dále po hranici lesa po východním svahu Orličského hřbetu zpět k Mladkovu. Nejvyšším vrcholem parku je Suchý vrch s nadmořskou výškou 995 metrů.

## Přírodní poměry
Pro park je charakteristická vzájemná vyrovnanost a soulad přírodních a antropických prvků zejména střídáním rozsáhlých lesních komplexů, vyvážené zemědělské krajiny a lidských sídel.

### Vegetace
Převážnou část přírodního parku pokrývá rozsáhlý souvislý lesní masív tvořený zejména smrkovou hospodářskou monokulturou, v nižších partiích se objevují porosty jedlobukové. Mimo lesní masív se harmonicky střídají pole, louky a pastviny. V lesních porostech se vyskytuje Podbělice alpská, Pstroček dvoulistý, Kokořík přeslenatý, Hasivka orličí, bukovník kapraďovitý a Hruštice jednostranná. Na podhorských loukách na okrajích parku roste Smilka tuhá, Poháňka hřebenitá, Kontryhel lysý, Prstnatec májový a Plavuň vidlačka. Na nevelkých rašeliništích pod Suchým vrchem lze nalézt Rosnatku okrouhlolistou a Vachtu trojlistou.

## Další zajímavosti z oboru ochrany přírody
Do jižní části přírodního parku zasahuje území Ptačí oblasti Králický Sněžník. Chráněným zimovištěm devíti druhů netopýrů je dělostřelecká tvrz Bouda – podzemní pevnost vybudovaná před druhou světovou válkou v rámci výstavby československého opevnění, která je z důvodu výskytu netopýra černého zařazena mezi evropsky významné lokality pod názvem Bouda u Těchonína. Na severu a západě hraničí přírodní park Suchý vrch – Buková hora s přírodním parkem Orlice, který zde kopíruje tok Tiché Orlice. U Černovického potoka se v Kobylím dole nachází svahové rašeliniště Hynkovice chráněné jako přírodní rezervace. Jihovýchodně od obce Mladkov se nachází radioaktivní pramen Knížete Rostislava.

## Naučné stezky
Jediná naučná stezka přímo nesouvisí s ochranou životního prostředí, protože je věnována výstavbě pohraničních opevnění. Jmenuje se Betonová hranice a vede po běžných turistických značkách. Její trasa tvoří okruh v severní části parku v prostoru mezi Mladkovem a dělostřeleckou tvrzí Bouda.